# Camp de Woippy
Le camp de Woippy est un camp de répression nazi, ouvert dans le département de la Moselle, durant la Seconde Guerre mondiale, sur un terrain situé entre Metz et Woippy.

## Contexte historique
Alors que Metz est une ville annexée du CdZ-Gebiet Lothringen, les autorités allemandes ouvrent un camp à Metz-Queuleu, puis à Woippy (Wappingen), en septembre 1943, sur des terrains appartenant à la ville de Metz. Placé sous l'autorité du SS-Brigadeführer Anton Dunckern, le camp de Woippy était commandé par un simple Obersturmführer, le SS Fritz Kirchdorfer. Le camp comprenait deux baraques d’une dizaine de chambres, pouvant abriter 1 400 à 1 600 détenus. Il a fonctionné jusqu'au 31 août 1944, date à laquelle il fut abandonné par les SS qui en assuraient la garde. Du 27 août au 4 septembre 1944, la situation devint en effet extrêmement confuse à Metz, l’administration allemande refluant en désordre vers la Sarre et le Palatinat. Metz ayant été déclarée « Forteresse du Reich » par Hitler, les fonctionnaires nazis revinrent en force dès le 4 septembre 1944. Ils trouvèrent le camp vide, celui-ci ayant été libéré entretemps par des résistants Mosellans.

## Fonctionnement
Le camp servit de lieu d'internement à des prisonniers de guerre russes, mais aussi à des résistants, des réfractaires au STO, ou à des malgré-nous déserteurs. Parmi ces résistants, 14 membres du Groupe Mario, et 123 habitants de Longeville-lès-Saint-Avold, parents de réfractaires, dont une quarantaine mourront en camp de concentration. Le complexe des établissements Hobus-Werke situé à proximité sur le ban de Saint-Rémi, qui fabriquait des pièces mécaniques pour le Troisième Reich, employait des prisonniers de guerre soviétiques, notamment Ukrainiens, mais aussi des résistants mosellans, internés à titre de représailles. Ce complexe industriel, ainsi que le dépôt de carburant de la base de Frescaty à Woippy-Sainte-Agathe, furent lourdement bombardés par l'aviation américaine en 1944. Cet événement, tragique pour les populations civiles, marqua profondément les mémoires des habitants de Metz et de Woippy. 
Prévu pour accueillir un total d'environ 1 500 prisonniers, ce sont 4 336 détenus qui auront été internés dans le camp jusqu'à son évacuation.